# Oies sauvages (jacobites)
Pour les articles homonymes, voir Oies sauvages.
Les Oies sauvages (Wild Geese, en anglais) désignait traditionnellement les mercenaires irlandais qui s’engageaient comme tels dans les armées continentales et formèrent, en France, la brigade irlandaise. Ils ont fourni à l'armée française 14 de ses lieutenants-généraux, 18 maréchaux de camp et se sont assuré un quasi-monopole des hauts postes de l'empire colonial dans la seconde moitié du XVIIIe siècle. Leurs principaux ports d'accueil sont Bordeaux et Nantes en France, forte de l'importante communauté des irlandais de Nantes, et Cadix en Espagne. 

## L'origine de cet envol
Après la bataille de la Boyne en 1690 et la chute de Limerick fin 1691, l’Irlande est perdue pour le catholique Jacques II qui se réfugie en France. Il est suivi par les soldats qui ont combattu pour sa cause comprenant une grande majorité d’Irlandais. Par dérision, cet épisode est appelé Flight of the Wild Geese (Vol ou Fuite des oies sauvages) par les Anglais.
Patrick Sarsfield, premier comte de Lucan, le défenseur de Limerick obtint une capitulation honorable en octobre 1691. Cet accord permettait aux soldats jacobites d’émigrer, 5 000 Irlandais embarquèrent immédiatement sur une flotte de secours française arrivée trop tard ils furent rejoints par 5 000 autres amenés par des bateaux anglais.
Patrick Sarsfield mourut le 21 août de blessures reçues à la bataille de Neerwinden le 19 août 1693.
Il est enterré à l'église Saint-Martin de Huy (Belgique - Province de Liège)

## L'envol des oies sauvages
Les émigrés irlandais ont constitué des régiments de mercenaires dans de nombreux pays, qu'ils soient catholiques ou non.

### Au service de la France
Le principal contingent est celui qui s'est mis au service de la France en 1691 sous Louis XIV, alors que la Cour jacobite de Saint-Germain en Laye rassemble des milliers d'émigrés. Sous Louis XV les Irlandais se sont illustrés en particulier à la bataille de Fontenoy. Ils ont pris part également pour le compte de la France sous Louis XVI à la guerre d'indépendance américaine par deux régiments Dillon et Berwick.
C'est l’Assemblée nationale française qui a prononcé la dissolution des régiments irlandais (suspects d'être fidèles au Roi) en 1791. Le service des émigrés irlandais aura donc duré une centaine d'années de 1692 à 1792. Le comte de Provence, futur Louis XVIII, a prononcé en 1792 un discours de remerciement pour honorer la très longue fidélité des émigrés irlandais.
La famille de Patrice de Mac Mahon, comte de Mac Mahon, 1er duc de Magenta, maréchal de France, est d’origine irlandaise, des Oies sauvages, réfugiée en France avec Jacques II Stuart lors de la Glorieuse Révolution de 1689.

### Au service de l'Espagne

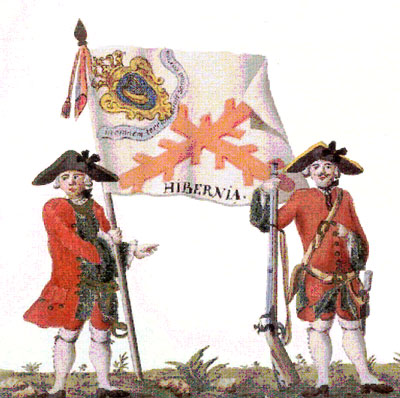
Uniformes et drapeau du colonel du Regiment of Hibernia au service de l'Espagne (milieu XVIIIe siècle).

Le régiment Irlanda est constitué en 1698 et rejoint en 1709 par deux autres, Hibernia et Ultonia. En 1758, ils représentaient un total de 4 200 hommes.
Un régiment de dragons (Mahony-Dragons) a été envoyé en 1706 en Espagne avec des volontaires irlandais commandés par Daniel O'Mahony pour participer à la guerre de Succession d'Espagne qui a permis de mettre sur le trône d'Espagne Philippe V d'Espagne, un petit-fils de Louis XIV, puis de consolider son trône.
Par la suite d'autres descendants irlandais se sont mis au service de l'Espagne :
- Ambrose O'Higgins (en) (1720-1801), vice-roi du Pérou, père illégitime de Bernardo O'Higgins libérateur du Chili,
- Alejandro O'Reilly (1722-1794), gouverneur de la Louisiane espagnole,
- Juan O'Donojú (1762-1821), dernier vice-roi de la Nouvelle-Espagne (Mexique),

### Au service de la Russie
Les principaux serviteurs de la Russie sont :
- Peter de Lacy (1678–1751), maréchal de camp russe,
- George Browne (1698-1792), maréchal de camp russe.

### Au service de l'Autriche
On peut citer plusieurs officiers généraux :
- Maximilian Ulysses von Browne (1705-1757), maréchal de camp autrichien,
- François Maurice de Lacy (1725-1801), maréchal de camp autrichien, fils de Peter de Lacy.

### Au service de pays d'Amérique
Des descendants d'émigrants irlandais se sont retrouvés dans d'autres pays (Argentine, Chili...) où ils ont pris des parts importantes aux événements.
On peut citer : 
- Amiral William Brown (Guillermo Brown) (1777–1857), fondateur de la marine de l'Argentine, originaire du comté de Mayo,
- Bernardo O'Higgins (1778-1842), libérateur du Chili,
- Bataillon Saint Patrick, irlandais défenseurs du Mexique en 1846-1848,

## LesOies Sauvageset leur descendance

### en France
- James Clarke, militaire, armateur (1653),
- Jean Raymond Charles Bourke, général français,
- George Browne, (1698-1792), maréchal de camp de l'armée russe,
- Maximilian Ulysses von Browne (1705-1757), maréchal de camp autrichien,
- Henry de Bulkeley,
- François de Bulkeley, (1686-1756), maréchal de camp en février 1734,
- William Bulkeley (1766-1793), époux de Céleste Bulkeley, combattant de l'armée vendéenne, guillotiné,
- Piers Butler vicomte de Galmoy (1652-1740), comte de Newcaste a servi le roi de France pendant vingt ans à la tête d’un régiment d’infanterie de son nom, le régiment Butler. Il est promu maréchal de camp (1702), puis lieutenant général (1705), le plus haut grade de l’armée de terre[2].
- Nicolas Cusack, lieutenant des gardes du corps de Jacques II,
- Richard Edmond de Cusack (1687-1770), lieutenant colonel des gardes irlandais (Régiment de Rooth) à Fontenoy, maréchal de France.
- Francis Cusack ancien Lord Kirbally Porter, Comte de Midhe, a combattu à St Mihiel dans le régiment de Dillon, à Fontenoy et Culloden dans les chevau-légers.
- Comte Arthur de Dillon, (1670-1733), maréchal de camp,
- Jacques Dillon, ( -1745), colonel du régiment Dillon, chevalier de Malte, fils du précédent,
- Edouard Dillon, ( -1747), autre colonel du régiment Dillon, autre fils d'Arthur
- Arthur Richard Dillon, (1721-1806), archevêque, primat des Gaules, autre fils d'Arthur,
- Théobald Dillon (1743-1792), petit-fils d'Arthur, général français,
- Arthur Dillon (1750-1794), petit-fils d'Arthur, général français, guillotiné,
- Jacques Fitz-James, duc de Berwick, (1670-1734), maréchal de France,
- François de Fitz-James, (1709-1764), évêque de Soissons,
- Charles de Fitz-James, pair et Maréchal de France,
- Richard Hennessy (1724-1800), officier irlandais au régiment de Clare, fondateur de la maison du cognac Hennessy à Cognac en 1765,
- Peter de Lacy, (1678–1751), maréchal de camp russe,
- François Maurice de Lacy, (1725-1801), maréchal de camp autrichien et russe,
- Thomas Arthur de Lally-Tollendal, (1702-1766), général français, gouverneur de l'Inde française,
- Gérard de Lally-Tollendal, (1751-1830), homme politique français,
- Thomas Lynch,
- Jean-Baptiste Lynch, (1749-1835), maire de Bordeaux,
- Isidore de Lynch, (1755-1841), lieutenant général français,
- Thomas-Michel Lynch, (1754-1840), député français, membre du Conseil des Cinq-Cents,
- Justin Mac Carthy, ( -1700), vicomte Mountcashel, colonel irlandais puis français,
- Maréchal Patrice de Mac-Mahon, (1808-1893), maréchal de France, 3e président de la République française,
- Jean Mitchell, écuyer, officier,
- Pierre Mitchell (1687-1740), industriel bordelais de la verrerie,
- François-Patrice Mitchell (v. 1740-1792), gentilhomme verrier, industriel, négociant et armateur,
- Charles O'Brien, vicomte de Clare ( - 1706), commandant du régiment de Clare,
- Charles O'Brien de Thomond (1699 – 1761), lieutenant général ayant commandé la brigade irlandaise à Fontenoy, maréchal de France en 1757, fils du précédent,
- Chevalier O'Gorman (1732-1809), médecin, officier du régiment de Walsh, beau-frère du Chevalier d'Eon négociant, généalogiste des Jacobites irlandais et antiquaire.
- Daniel O'Mahony ( - 1714), lieutenant général du roi de France et du roi d’Espagne,
- Barthélemy O'Mahony (1748-1825), lieutenant général, grand-croix de Saint-Louis et chevalier de Malte, colonel commandant le régiment de Berwick
- Arsène O'Mahony (1787-1858), fils du précédent, lieutenant colonel puis journaliste au Conservateur, Défenseur, Mémorial catholique, etc.
- Maurice O'Mahony (1849-1920), fils du précédent, vice-président du conseil de préfecture du Loiret,
- Darby Demetry O'Mahony (1718-1795), lieutenant colonel au régiment Dillon,
- Jean-François O'Mahony (1772-1842), fils du précédent, général français, chevalier de Saint-Louis,
- Ernest, comte O'Mahony (1826- ), fils du précédent, avocat à Paris,
- Jean O'Neill, général français,
- Cornelio O'Ryan, ( - 1707), capitaine au régiment de Berwick,
- Patrick Sarsfield, (1660–1693), 1er comte de Lucan, général irlandais puis français,
- Phillip Walsh (1666-1708), capitaine corsaire malouin d'origine irlandaise, ami proche du roi d'Angleterre Jacques II, qu'il aide à fuir en France après la Glorieuse Révolution.
- François Jacques Walsh (1704-1782), fils du précédent, nommé 1er comte de Serrant par Louis XV en 1754. Il fonde une dynastie de négriers nantais, son associé Etienne Meslé de Grand-Clos faisant de même à Saint-Malo.
- Antoine Walsh (1703-1763), autre fils de Phillip, a fondé la Société d'Angola et financé la rébellion jacobite de 1745.
- Charles-Antoine-Augustin Walsh, comte de Serrant, colonel au régiment de Walsh créé en 1770.
- François de Wogan (1720-1784), né à Clane, Irlande, enterré Basilique Saint-Sauveur de Dinan. Chevalier de l'Ordre royal et militaire de Saint-Louis, capitaine au Régiment de Lally.
- Jean Pantaléon comte de Butler (1753-1815) capitaine aux Royal dragons, chef d'escadrons, colonel de cavalerie (1792), chevalier de Saint-Louis.
- Jean-Raymond de Butler (1839-1907), de la même famille que le précédent, général de cavalerie, commandeur de la Légion d'honneur.

On peut aussi compter dans les descendants actuels : 
- de nombreuses familles d'exploitants des vins de Bordeaux tels que Château Clarke, Château Dillon, Château Kirwan, Château Mac Carthy, Pontac-Lynch, Marquis de McMahon, etc.